# Open d'Inde (badminton)
Ne doit pas être confondu avec le tournoi Syed Modi International
.

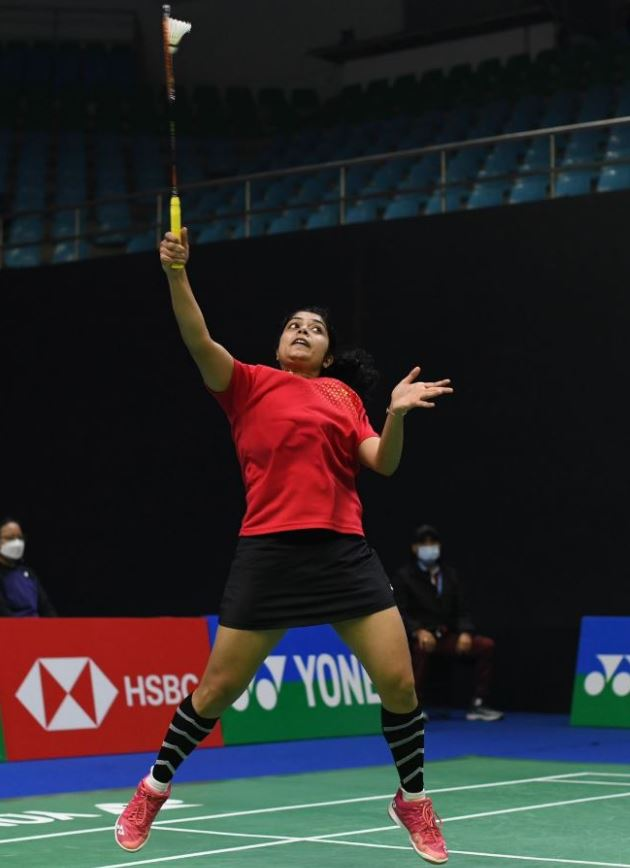
Aakarshi Kashyap à l’Open d’Inde 2022

L'Open d'Inde est un tournoi international annuel de badminton créé en 2008. La première édition devait se dérouler dès 2007 mais elle a dû être annulée à cause des attentats d'Hyderabad. Les 3 premières éditions (de 2008 à 2010) ont eu lieu à Hyderabad et étaient classées en Grand Prix Gold par la BWF. Il fait partie depuis 2011 des tournois classés BWF Super Series et se déroule désormais à New Delhi. En 2018, il intègre le nouveau circuit BWF World Tour en catégorie Super 500.
Il ne faut pas le confondre avec le Syed Modi International qui est un tournoi de rang inférieur, faisant partie de la catégorie Super 300 (ex-BWF Grand Prix), et qui se déroule à Lucknow.

## Palmarès
| Année                    | Lieu                                                    | Simple hommes                                           | Simple dames                                            | Double hommes                                           | Double dames                                            | Double mixte                                             |                 |
| ------------------------ | ------------------------------------------------------- | ------------------------------------------------------- | ------------------------------------------------------- | ------------------------------------------------------- | ------------------------------------------------------- | -------------------------------------------------------- | --------------- |
| BWF Grand Prix Gold      |                                                         |                                                         |                                                         |                                                         |                                                         |                                                          |                 |
| 2007                     | Hyderabad                                               | Édition annulée                                         | Édition annulée                                         | Édition annulée                                         | Édition annulée                                         | Édition annulée                                          | Édition annulée |
| 2008                     | Hyderabad                                               | Boonsak Ponsana                                         | Zhou Mi                                                 | Guo Zhendong Xie Zhongbo                                | Chien Yu-chin Cheng Wen-hsing                           | He Hanbin Yu Yang                                        |                 |
| 2009                     | Hyderabad                                               | Taufik Hidayat                                          | Hongyan Pi                                              | Choong Tan Fook Lee Wan Wah                             | Ma Jin Wang Xiaoli                                      | Flandy Limpele Vita Marissa                              |                 |
| 2010                     | Chennai                                                 | Alamsyah Yunus                                          | Saina Nehwal                                            | Mohd Fairuzizuan Mohd Tazari Mohd Zakry Abdul Latif     | Shinta Mulia Sari Yao Lei                               | Valiyaveetil Diju Jwala Gutta                            |                 |
| BWF Super Series         |                                                         |                                                         |                                                         |                                                         |                                                         |                                                          |                 |
| 2011                     | New Delhi                                               | Lee Chong Wei                                           | Porntip Buranaprasertsuk                                | Hirokatsu Hashimoto Noriyasu Hirata                     | Miyuki Maeda Satoko Suetsuna                            | Tontowi Ahmad Liliyana Natsir                            |                 |
| 2012                     | New Delhi                                               | Son Wan-ho                                              | Li Xuerui                                               | Bodin Issara Maneepong Jongjit                          | Jung Kyung-eun Kim Ha-na                                | Tontowi Ahmad Liliyana Natsir                            |                 |
| 2013                     | New Delhi                                               | Lee Chong Wei                                           | Ratchanok Intanon                                       | Liu Xiaolong Qiu Zihan                                  | Miyuki Maeda Satoko Suetsuna                            | Tontowi Ahmad Liliyana Natsir                            |                 |
| 2014                     | New Delhi                                               | Lee Chong Wei                                           | Wang Shixian                                            | Mathias Boe Carsten Mogensen                            | Tang Yuanting Yu Yang                                   | Joachim Fischer Nielsen Christinna Pedersen              |                 |
| 2015                     | New Delhi                                               | Srikanth Kidambi                                        | Saina Nehwal                                            | Chai Biao Hong Wei                                      | Misaki Matsutomo Ayaka Takahashi                        | Liu Cheng Bao Yixin                                      |                 |
| 2016                     | New Delhi                                               | Kento Momota                                            | Ratchanok Intanon                                       | Marcus Fernaldi Gideon Kevin Sanjaya Sukamuljo          | Misaki Matsutomo Ayaka Takahashi                        | Lu Kai Huang Yaqiong                                     |                 |
| 2017                     | New Delhi                                               | Viktor Axelsen                                          | P. V. Sindhu                                            | Marcus Fernaldi Gideon Kevin Sanjaya Sukamuljo          | ShihoShiho Tanaka Koharu Yonemoto                       | Lu Kai Huang Yaqiong                                     |                 |
| BWF World Tour Super 500 |                                                         |                                                         |                                                         |                                                         |                                                         |                                                          |                 |
| 2018                     | New Delhi                                               | Shi Yuqi                                                | Zhang Beiwen                                            | Marcus Fernaldi Gideon Kevin Sanjaya Sukamuljo (en)     | Greysia Polii Apriyani Rahayu                           | Mathias Christiansen Christinna Pedersen                 |                 |
| 2019                     | New Delhi                                               | Viktor Axelsen                                          | Ratchanok Intanon                                       | Lee Yang Wang Chi-lin                                   | Greysia Polii Apriyani Rahayu                           | Wang Yilyu Huang Dongping                                |                 |
| 2020 2021                | Éditions annulées en raison de la pandémie de Covid-19, | Éditions annulées en raison de la pandémie de Covid-19, | Éditions annulées en raison de la pandémie de Covid-19, | Éditions annulées en raison de la pandémie de Covid-19, | Éditions annulées en raison de la pandémie de Covid-19, | Éditions annulées en raison de la pandémie de Covid-19,  |                 |
| 2022                     | New Delhi                                               | Lakshya Sen                                             | Busanan Ongbamrungphan (en)                             | Satwiksairaj Rankireddy (en) Chirag Shetty (en)         | Benyapa Aimsaard Nuntakarn Aimsaard                     | Terry Hee Tan Wei Han                                    |                 |
| BWF World Tour Super 750 |                                                         |                                                         |                                                         |                                                         |                                                         |                                                          |                 |
| 2023                     | New Delhi                                               | Kunlavut Vitidsarn                                      | An Se-young                                             | Liang Weikeng Wang Chang                                | Nami Matsuyama Chiharu Shida                            | Yuta Watanabe Arisa Higashino                            |                 |
| 2024                     | New Delhi                                               | Shi Yuqi                                                | Tai Tzu-ying                                            | Kang Min-hyuk (en) Seo Seung-jae                        | Mayu Matsumoto Wakana Nagahara                          | Dechapol Puavaranukroh (en) Sapsiree Taerattanachai (en) |                 |
| 2025                     | New Delhi                                               | Viktor Axelsen                                          | An Se-young                                             | Goh Sze Fei (en) Nur Izzuddin (en)                      | Arisa Igarashi Ayako Sakuramoto (en)                    | Jiang Zhenbang (en) Wei Yaxin (en)                       |                 |